# Alexandra Breckenridge
Alexandra Hetherington Breckenridge (Bridgeport, 15 maggio 1982) è un'attrice statunitense.

## Biografia
Nata a Bridgeport, nel Connecticut, ha vissuto fino ai dieci anni a Darien, successivamente lei e la madre si sono trasferite a Los Angeles, per poi stabilirsi nella cittadina di Mill Valley, in California. Dell'età di tredici anni la Breckenridge inizia ad interessarsi di recitazione, fotografia, canto e chitarra. Suo zio è l'attore Michael Weatherly.
Inizia la sua carriera con piccole apparizioni in serie televisive come Dawson's Creek, Freaks and Geeks, Opposite Sex, Streghe, Undeclared, Buffy l'ammazzavampiri e molte altre. Il suo debutto cinematografico avviene nel 2002, con una piccola parte in Orange County di Jake Kasdan, nello stesso anno recita nel film Big Fat Liar.
Nel 2005 recita al fianco di Katherine Heigl in Romy & Michelle - Quasi ricche e famose, prequel televisivo del film del 1998 Romy & Michelle. Dal 2005 inizia l'attività di doppiatrice, prestando la voce a vari personaggi della serie animata I Griffin, oltre al doppiaggio dell'episodio Con gli amici di Steve della serie American Dad!.
Come attrice acquista popolarità grazie al ruolo di Willa McPherson nella serie televisiva Dirt, interpretato dal 2007 al 2008. In seguito fa parte del cast della serie TV di breve vita The Ex List.
Da sempre appassionata di fotografia, possedendo una camera oscura nel suo appartamento, dall'età di 24 anni ha iniziato a prendere sul serio questa sua passione, tanto da allestire la sua prima mostra nel 2008 con l'aiuto del fidanzato di allora, il pittore figurativo Bryten Goss.
Nel 2009 recita nel film indipendente The Bridge to Nowhere, di Blair Underwood, l'anno seguente appare in due episodi di Padre in affitto ed interpreta il ruolo ricorrente di Abby Cassidy in Life Unexpected. Nel 2011 partecipa alla quarta stagione delle serie televisiva True Blood, nel ruolo di Katerina Pelham, spia al servizio del vampiro Bill Compton.
Nel 2011 entra nel cast della prima stagione della serie antologica American Horror Story, interpretando il ruolo della domestica Moira O'Hara e nel 2013 viene riconfermata nella terza stagione della stessa serie televisiva.
Nel 2015 entra a far parte del cast della serie televisiva post-apocalittica dell'AMC The Walking Dead interpretando il ruolo di Jessie Anderson, fino al 2016. Dal 2016 al 2022 ricopre il ruolo di Sophie Ingman nella serie drammatica della NBC This Is Us.
Dal 2019 è la protagonista femminile della serie Netflix Virgin River, dove interpreta l'infermiera Melinda Monroe.

## Filmografia

### Cinema
- Orange County, regia di Jake Kasdan (2002)
- Big Fat Liar, regia di Shawn Levy (2002)
- Wishcraft, regia di Danny Graves e Richard Wenk (2002)
- Vampire Clan, regia di John Webb (2002)
- D.E.B.S., regia di Angela Robinson (2003)
- Rings, regia di Jonathan Liebesman – cortometraggio (2005)
- She's the Man, regia di Andy Fickman (2006)
- The Art of Travel, regia di Thomas Whelan (2008)
- The Bridge to Nowhere, regia di Blair Underwood (2009)
- Ticket Out, regia di Doug Lodato (2010)
- Zipper, regia di Mora Stephens (2015)
- Always Watching: A Marble Hornets Story, regia James Moran (2015)
- Other People's Children, regia di Liz Hinlein (2015)
- Dark, regia di Nick Basile (2015)
- Seduzione fatale (Broken Vows), regia di Bram Coppens (2016)

### Televisione
- Dawson's Creek – serie TV, episodio 3x14 (2000)
- Freaks and Geeks – serie TV, episodio 1x11 (2000)
- Opposite Sex – serie TV, episodi 1x03-1x04-1x05 (2000)
- Undeclared – serie TV, episodi 1x01-1x16 (2001-2002)
- Streghe (Charmed) – serie TV, episodio 4x10 (2002)
- Buffy l'ammazzavampiri (Buffy the Vampire Slayer) – serie TV, episodio 7x01 (2002)
- CSI - Scena del crimine (CSI: Crime Scene Investigation) – serie TV, episodio 4x21 (2004)
- JAG - Avvocati in divisa (JAG) – serie TV, episodio 10x08 (2004)
- Romy & Michelle - Quasi ricche e famose (Romy and Michele: In the Beginning), regia di Robin Schiff – film TV (2005)
- Medium – serie TV, episodio 1x07 (2005)
- Sex, Love & Secrets – serie TV, episodio 1x08 (2005)
- Dirt – serie TV, 20 episodi (2007-2008)
- Psych – serie TV, episodio 1x15 (2007)
- The Ex List – serie TV, 13 episodi (2008-2009)
- Life Unexpected – serie TV, 5 episodi (2010)
- Padre in affitto (Sons of Tucson) – serie TV, episodi 1x08-1x13 (2010)
- True Blood – serie TV, 4 episodi (2011)
- Franklin & Bash – serie TV, episodio 1x09 (2011)
- American Horror Story – serie TV, 8 episodi (2011-2013)
- Men at Work – serie TV, episodio 1x08 (2012)
- Save Me – serie TV, 8 episodi (2013)
- Rake – serie TV, episodio 1x02 (2014)
- The Walking Dead – serie TV, 11 episodi (2015-2016)
- Extant – serie TV, episodio 2x02 (2015)
- Pure Genius – serie TV, episodio 1x01 (2016)
- This Is Us – serie TV, 35 episodi (2017-2022)
- Law & Order - Unità vittime speciali (Law & Order: Special Victims Unit) – serie TV, episodio 20x09 (2018)
- Natale fuori città (Christmas Around the Corner), regia di Megan Follows – film TV (2018)
- Virgin River – serie TV (2019-in corso)

## Doppiatrici italiane
Nelle versioni in italiano delle opere in cui ha recitato, Alexandra Breckenridge è stata doppiata da:
- Ilaria Latini in CSI - Scena del crimine, Dirt
- Stella Musy in Romy & Michelle - Quasi ricche e famose, Psych
- Barbara Pitotti in Rake, Seduzione fatale
- Benedetta Degli Innocenti in This Is Us, Virgin River
- Domitilla D'Amico in Dawson's Creek
- Perla Liberatori in She's the Man
- Letizia Scifoni in The Ex List
- Valentina Mari in Life Unexpected
- Chiara Gioncardi in Ticket Out
- Chiara Colizzi in American Horror Story: Murder House
- Monica Vulcano in American Horror Story: Coven
- Gemma Donati in The Walking Dead
- Claudia Catani in Law & Order - Unità vittime speciali
- Valentina Perrella in Dark